# 蛋白尿
蛋白尿（英語：Proteinuria），在尿液中出現過量蛋白質的現象。出現這個症狀時，可能是短暫的異常狀態，可以恢復，身體狀況仍然是正常，也可能是腎功能出現問題。

## 概論
当尿液中含有大量蛋白时，振荡尿液后可出现持久难消的泡沫，此时可称为“泡沫尿”。仅有尿蛋白，但无其它临床表现及尿液异常者，称为无症状性蛋白尿。出現泡沫尿並不代表一定有蛋白尿，反之亦然：許多腎功能良好的男性容易在馬桶看到泡沫，因此不能使用目測法來推斷是否有蛋白尿。
正常的肾小球滤过膜允许4×104dalton以下的蛋白质通过，滤出的蛋白质有95％在近曲肾小管重吸收，因此，正常情况下，终尿排出的蛋白质＜150mg/d；终尿所含的蛋白质，约一半是血浆蛋白，如白蛋白、免疫球蛋白轻链、β2微球蛋白等，余下的是泌尿系统分泌的蛋白，如Tamm-Horsfall蛋白。
因肾单位以下结构的异常而导致尿液中蛋白质含量增多的情况，统称假性蛋白尿。例如，泌尿系感染时，尿中含有脓液，脓液中的蛋白质可以导致尿蛋白测试呈阳性反应，但此种蛋白尿被视为假性蛋白尿。

## 发病机制
- 溢出性蛋白尿：血液中的小分子量蛋白质含量异常增多，经肾小球滤过后，超出肾小管的重吸收能力而出现在尿中。
- 肾小球性蛋白尿：肾小球滤过膜病变，导致蛋白质漏出量增加，超过肾小管重吸收能力，最终出现在终尿裡。如果尿蛋白以白蛋白为主，无大分子量蛋白质，则称为选择性蛋白尿（selective proteinuria）；若各种分子量的蛋白质都有，则为非选择性蛋白尿（non-selective proteinuria）。
- 肾小管性蛋白尿：肾小管损伤导致重吸收蛋白质的能力下降而引起的蛋白尿。
- 组织性蛋白尿：泌尿系统分泌的蛋白质增加导致的蛋白尿。

## 尿液检查
- 尿常规：尿蛋白定性试验阳性；尿蛋白半定量试验≥1个“+”。尿常规检测尿蛋白的方法是干化学法（试纸法），此实验方法的灵敏度有限，因此，有被淘汰的趋势。
- 24小时尿蛋白定量：＞150mg。24小时尿蛋白留样不便，标本处理时容易出错，限制了本法的应用价值。
- 尿蛋白/肌酐比值：晨尿的尿蛋白/肌酐比值与24小时尿蛋白定量相关性良好，与预后关联性高，正逐步成为广受采纳的指标。此外，如果比值以mg/mg的形式表达，则比值的数值与24小时尿蛋白定量（g/24h）的数值相近；而比值以mg/mmol的形式表达，则比值的数值大约是24小时尿蛋白定量（g/24h）的数值的1/10。肌肉体积过大或过小的人群，由于肌酐代谢显著偏离常态，会影响尿蛋白/肌酐比值的判读。

## 临床意义

### 生理性蛋白尿
- 功能性蛋白尿：肾血流量增加，导致流经肾单位的蛋白质总量增加，使得终尿中蛋白质总量也跟着增加。当肾血流量回复正常后，蛋白尿消失。常见的诱因包括：寒冷、剧烈运动、紧张、交感神经兴奋、应用血管活性药等。
- 体位性（直立性）蛋白尿：刚起床时并无蛋白尿，起床活动后逐渐出现蛋白尿，长时间直立、行走或脊柱前凸姿势可使尿蛋白增多，平卧休息后尿蛋白逐渐减少直至消失。一般24小时尿蛋白定量＜1g，多为非选择性蛋白尿，青少年尤其是瘦长体型者居多。机制可能是肾脏移位，引起肾脏受压，或者肾静脉扭曲。预后良好，但必须排除其它导致蛋白尿的疾病（特别是这些疾病的早期），鉴别有困难时，需加强随访。

### 病理性蛋白尿
- 溢出性蛋白尿：如血管内溶血时的血红蛋白尿；肌溶解时的肌红蛋白尿；多发性骨髓瘤、浆细胞病、轻链病时的凝溶蛋白尿等。
- 肾小球性蛋白尿：原发性或继发性肾小球疾病。
- 肾小管性蛋白尿：间质性肾炎、肾小管性酸中毒、肾毒性物质引起的肾小管损害、范康尼氏症候群、肾盂肾炎、肾移植术后等。
- 混合性蛋白尿：肾小球疾病或肾小管疾病后期，可逐渐累及原来正常的肾小管或肾小球；同时累及肾小球和肾小管的疾病。